# Municipio de West Antelope
El municipio de West Antelope (en inglés: West Antelope Township) es un municipio ubicado en el condado de Benson en el estado estadounidense de Dakota del Norte. En el año 2010 tenía una población de 21 habitantes y una densidad poblacional de 0,23 personas por km².

## Geografía
El municipio de West Antelope se encuentra ubicado en las coordenadas 47°52′59″N 99°21′4″O / 47.88306, -99.35111. Según la Oficina del Censo de los Estados Unidos, el municipio tiene una superficie total de 93 km², de la cual 92.73 km² corresponden a tierra firme y (0.29%) 0.27 km² es agua.

## Demografía
Según el censo de 2010, había 21 personas residiendo en el municipio de West Antelope. La densidad de población era de 0,23 hab./km². Toda su población era de raza blanca.